# Seneca Gardens
Seneca Gardens – miasto w Stanach Zjednoczonych, w stanie Kentucky, w hrabstwie Jefferson.